# Næsby (Odense)
 For alternative betydninger, se Næsby. (Se også artikler, som begynder med Næsby)
Næsby er en bydel med omkring 6.000 indbyggere i den nordlige del af Odense. Mod syd danner Stavids Å områdets afgrænsning til Snestrup og Tarup. Nordvest for Næsby ligger Kirkendrup, og mod nordøst ligger Søhus.
Næsby ligger i Næsby Sogn (indtil 1970 i Odense Herred, Odense Amt), og Næsby Kirke ligger i bydelen.
Næsby har to folkeskoler, Kroggårdsskolen og Næsby Skole. Næsby Skole har 435 elever, fordelt på 0.-10. klassetrin, og SFO.
Næsby er bl.a. kendt for Næsby Boldklub.

## Historie

### Landsbyen
Næsby nævnes første gang i 1351 som Næszby. Efterleddet viser, at der er tale om en by.
I 1682 bestod landsbyen af 6 gårde og 2 huse uden jord. Det samlede dyrkede areal udgjorde 331,7 tønder land, skyldsat til 71,11 tdr. hartkorn. Dyrkningsformen var femvangsbrug i 3-årig rotation. Om Koegangsmarken hed det, at vangen er årlig inde, formedelst Engbunden, men jorden derudi bruges i 2 år og hviler det 3. år.
Næsby blev udskiftet i 1777.

### Satellitbyen
Næsby fik billetsalgssted fra 1885 på den Nordfyenske Jernbane, var holdeplads fra 1886, læssespor blev anlagt 1912, station oprettet 1916 med stationsbygning, men ikke rejsestald. I forlængelse heraf udviklede der sig en stationsby, der dog de facto var satellitby til og senere blev en forstad til Odense. "Næsby stationsby" havde i 1921 377 indbyggere, i 1925 488 indbyggere, i 1930 899 indbyggere, i 1935 1.388 indbyggere, i 1940 1.475 indbyggere, i 1945 1.550 indbyggere, i 1950 1.723 indbyggere, i 1955 2.005 indbyggere og i 1960 2.660 indbyggere.
I 1930 havde Næsby 899 indbyggere. Fordelingen efter næringsveje var: 19 levede af landbrug mm., 595 af håndværk og industri, 106 af handel og omsætning, 83 af transport, 10 af immateriel virksomhed, 32 af husgerning, 50 var ude af erhverv, og 4 havde ikke oplyst levevej.
I 1950 havde Næsby 1.723 indbyggere fordelt på 490 husstande, efter næringsveje fordelt således: 62 levede af landbrug m.v., 1.140 af håndværk og industri, 232 af handel og omsætning, 113 af transport, 44 af administration og liberale erhverv, 107 af aldersrente, formue, pension og lignende, mens 25 ikke havde oplyst erhverv.
I 1950-erne havde Næsby kirke, skole, baptistkirke, kommunekontor, stadion, kro, vandværk, maskinfabrikken "Sio" (80 ansatte), posthus, trinbræt og godsstation.
Stationen blev nedlagt i 1966. Stationsbygningen ligger stadig på Banevænget 1A og er i dag privat bolig. Her passerer Søhusstien, som i vidt omfang er anlagt på banens tracé.
Næsby havde fra 1982 et bibliotek, der blev lukket ved udgangen af 2010 på grund af besparelser. Området betjenes nu af Tarup Bibliotek.